# 치바 마모루

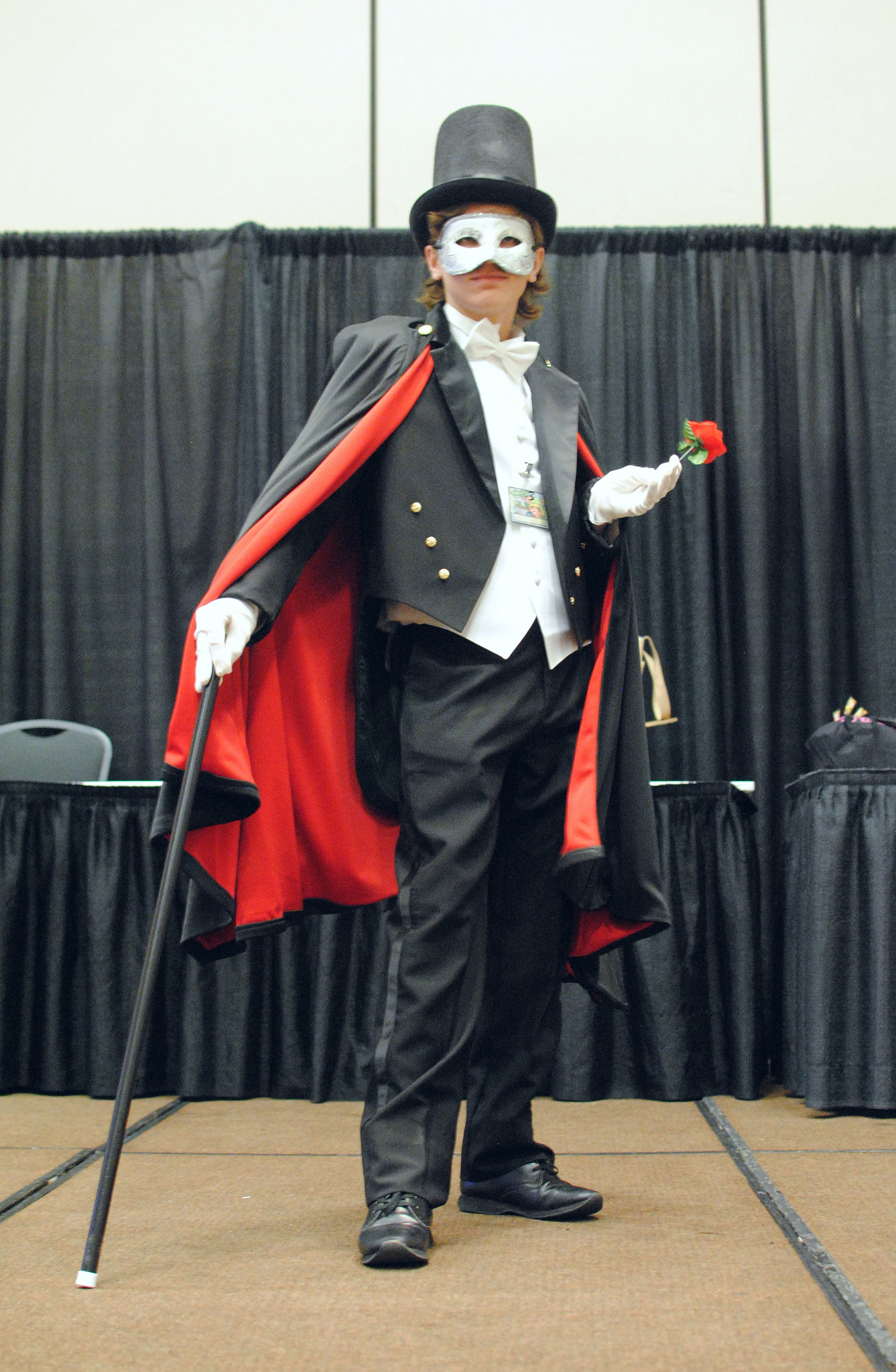

치바 마모루(地場衛)(국내명: 레온)는 타케우치 나오코작 만화작품인 《미소녀전사 세일러문》에 등장하는 가공의 인물이다.  TV 애니메이션 판에서 목소리를 맡은 성우로는, 일본에서 후루야 토오루, 노지마 켄지(Crystal), 한국에서(KBS) 故 김일, (대원방송) 김디도이다. 실사판에서는 시부에 죠우지가 연기했으며 뮤지컬에서는 사노 미즈키, 모치즈키 유타, 에노모토 유타, 아마노 히로나리, 에도 히데마사, 우라이 켄지, 시로타 유, 미야모토 교가 연기했다.

## 인물
츠키노 우사기의 연인으로 턱시도 가면으로서 세일러 전사들을 그림자처럼 돕고 있다.  미래에는 우사기의 남편이 되어 크리스탈 도쿄의 왕 킹 엔디미온이 된다.  원작에서는 아자부 중학교・고등학교의 학생으로 설정되어 있으나, 애니메이션판에서는 KO대학을 다니는 대학생으로 설정되어 있다.  전반부에서는 우사기를 더러 '오당고 아타마(경단 머리)라 부르며 반목하고 있었다(우사기가 없을 때 등은 '우사기'라고 막 부른다).  정체와 전생이 판명되어 연인관계가 된 후기에는 '우사코'라고 부른다(원작에서는 '우사'라고도 부르고 있다).  우사기에게는 '그 놈' '당신'등으로 불리다가(턱시도 가면일 때에만 '턱시도 가면님'이라 불린다), 전생의 기억을 찾고 연인관계가 되고부터는 '마모쨩'이라고 불린다.
제1기 후반에 다크 킹덤에게 납치당하여, 베릴에게 세뇌당하고서 그녀의 부하가 되고 만다.  그 때는 '엔디미온'이라고 스스로를 칭하며 우사기나 세일러 전사에 관한 기억이 전부 사라지고 없었다.  원작에서는 세일러 문으로 인하여 목숨을 잃고 동반자살에 가까운 형태로 그녀와 함께 죽음을 맞으나, 그 후에 은수정의 힘으로 부활했다.  애니메이션판에서는 제1기 종반에 우사기의 간절한 부름으로 세뇌가 풀려 정상으로 돌아오나, 그 직후 베릴의 공격으로부터 우사기를 지키려다 목숨을 잃는다.  그 후 세일러 문이 베릴을 쓰러뜨린 후 은수정의 힘을 해방하여 다시 환생하게 된다.  그러나 싸우던 동안의 기억을 잃어버리는 바람에 제2기 초반인 마계수편에서는 턱시도 가면으로 변신하지 못하게 되어, 대신 그의 '우사기를 지키고 싶다'는 마음이 '달그림자의 기사'(후술)의 형태가 되어 단독행동을 하여 세일러 문을 구했다.  그 후에 마계수편 종반에서 달그림자의 기사는 마모루와 융합하여 마모루는 다시 턱시도 가면으로 변신할 수 있게 되었다.
원작에서는 전생의 기억을 되찾고 나서는 사이코메트리나 투시, 치유, 채널링 등의 초능력을 가지게 된다.  원작 구판 16권에서 미국 하버드 대학에 유학하기 위해 잠시 우사기의 곁을 떠나고, 마지막에 우사기와 결혼했다.
애니메이션에서는 블랙문편 초반에 “마모루와 우사기가 맺어지면 둘에게 불행이 닥친다”는 내용의 꿈을 꾸고, 우사기를 불행에 빠뜨리지 않기 위해 일시적으로 그녀와의 절교를 선언하여 우사기를 멀리 했으나, 우사기에게 꿈에 대해 털어놓은 후 다시 관계를 회복했다.  그러나 그가 본 꿈은 킹 엔디미온(미래의 마모루)가 우사기와 마모루의 인연의 끈을 시험하기 위해 보여준 것이었다는 사실을 나중에 킹으로부터 알게 된다.
전생에서는 지구를 수호성으로 가진 지구의 왕국 골든 킹덤의 왕자, 프린스 엔디미온으로, 달의 왕국 실버 밀레니엄의 공주 프린세스 세레니티(우사기의 전생)와는 연인관계였다.  그러나 지구 사람들이 베릴에게 조종당하여 달을 침공했을 때, 세레니티를 보호하려다 목숨을 잃고 만다.  그 후 퀸 세레니티의 은수정의 힘으로 환생하여, 현재의 치바 마모루로 태어나게 되었다.
이름의 유래는 '땅을 지키는 자'로부터.

## 턱시도 가면
실크햇과 턱시도로 몸을 감싸고, 얼굴(눈)을 가면으로 가렸으며, 지팡이를 든 모습이다.  애니메이션에서는 붉은 장미를 던진다.
원작판에서는 과거에 은수정을 찾고자 하는 목적으로, 보석전문 괴도이기도 했다.  그 때문에 처음에는 스스로 턱시도로 갈아입고 활동하고 있었으나, 애니메이션 판에서는 당초 세일러 전사의 메이크 업을 감지하면 의식을 잃고 초자연적으로 '변신'하여, 그동안의 기억은 가지고 있지 않다.  후에 의식이 융합하여 자신의 의사로서 변신할 수 있게 되었다.  원작에서도 나중에 자신의 힘으로 변신하는 장면이 등장한다.
전투에 있어서는 기본적으로 세일러 전사들을 서포트하는 역할을 하고 있다.  애니메이션에서는 장미를 던져서 적의 주의를 돌리거나, 자유자재로 늘어나거나 줄어드는 스틱으로 상대를 공격하기도 하나, 정화기술을 가지고 있지 않아서 자력으로 적을 쓰러뜨리지는 못한다.  원작에서는 제1기에서는 애니메이션과 같았으나 제2기에 들어서는 킹 엔디미온 덕분에 본래 가지고 있던 사이코메트리의 힘을 깨닫고, 다른 전사와 같이 정화기술을 가지게 되었다.
애니메이션판 R의 전반기에는 마모루가 기억을 잃고 있었기에 턱시도 가면으로 변신하지 못하게 되나, 대신 '우사기를 지키고 싶다'는 마모루의 잠재의식이 발현된 분신인 달그림자의 기사가 세일러 전사들에게 조력자 역할을 한다.  이쪽은 아라비아풍의 하얀 의상과 망토를 두르고, 눈은 내놓았으나 입가를 가리고서 하얀 장미를 던진다.  또한 사라질 적에 5・7・5조로 시를 한 수 읊는다.  결국에는 전반기의 종반에서 폭주한 마계수와의 싸움 중에 마모루와 융합하여 소멸했다.
태양과 같은 반짝임으로 환상의 은수정에 필적하는 반짝임을 가지는 골든 크리스탈은 그의 수호석(세일러 크리스탈)이다.
그러나 애니메이션에서는 엘리오스가 거의 항상 머리에 달고 있기에 당사자에게 그 힘은 없다.

### 비고
- 엔디미온은, 그리스 신화에서 달의 여신 셀레네(그리스어: Σελήνη)에게 사랑받아 영원한 잠에 빠진 양치기 청년 엔디미온(그리스어: ’Ενδυμίων)에서 유래.
- 기술인 '라 스모킹 봄버'는 복식사에서 턱시도의 원형인 '스모킹 자켓(흡연복)'에 그 유래가 있다.
- 복식학적으로 보자면 그가 착용하는 것은 꼬리가 없는 연미복인 '스펜서 자켓'이라 불리는 것으로 턱시도는 아니다.

### 신분
- 고등학생 (원작 제 1기)
- 대학생 (애니)
- 프린스 엔디미온 (전생)
- 킹 엔디미온 (30세기)
- 턱시도 가면
- 다크 킹덤 엔디미온
- 달그림자의 기사 (애니 제 2기)

### 아이템
- 붉은 장미
- 턱시도 지팡이
- 골든 크리스탈 (원작 제 4기)
- 스타 시드 (애니메이션 제 5기)

### 턱시도 가면의 필살기
- 장미 던지기(애니에서는 턱시도 가면의 주 기술이다.)
- 턱시도 라 스모킹 봄버(원작 제2기에서)

## 같이 보기
- 엔디미온 (신화)
- 턱시도